# Stürgkh (Adelsgeschlecht)

Wappen der Grafen von Stürgkh

Stürgkh (auch Ritter, Freiherrn, Grafen von Stürgkh oder Stürckh (von Blankenwerth), ferner auch die Stürckhen) ist der Name eines österreichischen Adelsgeschlechts, das ursprünglich aus Donaustauf in Bayern stammt, später in die Steiermark übersiedelte und 1532 in den steiermärkischen Ritterstand aufgenommen wurde. 1638 wurde die Adelsfamilie in den Freiherrnstand, 1715 in den Grafenstand, 1721 in den Reichsgrafenstand erhoben. Seit 1720 waren die Stürgkh mit dem Hofamt des Obersterblandvorschneiders in Kärnten belehnt, 1723 erhielten sie auch das Indigenat in Ungarn als Magnat.

## Geschichte
Die Familie derer von Stürgkh stammt aus dem Dorf (seit 1496 Markt) Donaustauf im Landkreis Regensburg in der Oberpfalz (im Freistaat Bayern), wo die Familie mit Konrad Stürgkh im Jahre 1333 erstmals urkundlich auftritt.
Sechs Generationen später erhielt der in Graz zum reichen Händler gewordene Georg Stürgkh († 1547) am 20. März 1518 von Kaiser Maximilian I. einen Wappenbrief, erwarb 1532 Burg Plankenwarth, nannte sich Stürgkh auf Plankenwarth und wurde noch im selben Jahr in den steiermärkischen Ritterstand aufgenommen. Vier Generationen später wurde Johann Christoph Stürgkh auf Plankenwarth († 8. März 1685 in Graz) am 19. Mai 1638 mit dem Titel Freiherr zu Plankenwarth in den erblichen Freiherrnstand erhoben. Dessen Sohn, der Freiherr Georg Christoph, wurde am 5. Juni 1715 in den erblichen Grafenstand erhoben, am 15. Juli 1720 mit dem Amt des Obersterbland-Vorschneiders in Kärnten belehnt, am 4. November 1721 mit dem Titel Graf von Stürgkh, Freiherr zu Plankenwarth und Vasoldenberg in den erblichen Reichsgrafenstand erhoben und ihm zugleich das Palatinat (Pfalzgrafenwürde) in Primogenitur verliehen. Im Jahre 1723 erhielten die  Stürgkh das Indigenat in Ungarn als Magnat. Die Stürgken gingen mit anderen Adelsgeschlechtern dynastische Ehen ein. Zu den verwandten Familien gehören u. a. Herberstein, Wurmbrand-Stuppach und Steinpeiss.
Das Geschlecht derer von Stürgkh lebt noch heute. Nach dem Ende der Monarchie in Österreich-Ungarn wurde vom Parlament von Deutschösterreich am 3. April 1919 die Aufhebung des Adels beschlossen. Infolge dieses Adelsaufhebungsgesetzes verloren auch die in Österreich lebenden Angehörigen der Familie Stürgkh das Recht zum Gebrauch ihrer Titel.

## Besitztümer
Die Familie Stürgkh hatte u. a. die Besitzungen Palais Stürgkh, Burg Plankenwarth, Schloss Pranckh (auch Schloss Prankh), Schloss Vasoldsberg, Burg Klöch, Schloss Halbenrain, Maßenburg, Afling im Kainachtal mit dem Stürgkhhof (sog. Storchenschlössel). Die Grablege der Grafen Stürgkh ist an die Pfarrkirche Halbenrain angebaut. 
Palais Stürgkh am Hauptplatz in Graz war von 1521 bis 1798 im Besitz der Familie. Georg Stürgkh war in Graz ansässig und tätig als Handelsmann. Er erbte von Thomas Oedenleich im Jahre 1521 das Haus in der Herrengasse 17. Burg Plankenwarth oder Schloss Plankenwarth ist eine zu einem Schloss umgebaute Höhenburg in Sankt Oswald bei Plankenwarth (Steiermark) und war von 1532 bis 1699 sowie von 1791 bis 1826 im Besitz der Familie. Schloss Pranckh (auch Schloss Prankh) liegt in der Ortschaft Prankh bei Sankt Marein in der Steiermark wurde 1551 Ludwig Stürgkh von Plankenwarth vererbt. Dessen Söhne verkauften es 1578. Schloss Vasoldsberg im Bezirk Graz-Umgebung kam 1643 durch Maximiliana Freiin zu Herberstein, Neuberg und Gutenhag (* 1624 in Graz) an ihren Ehemann, Johann Stürgkh Freiherr zu Plankenwart († 1685), es gelangte jedoch bald (1664?) wieder in andere Hände. Burg Klöch, heute eine Burgruine, liegt im Bezirk Südoststeiermark, etwa neun Kilometer nördlich von Bad Radkersburg, und war von 1724 bis 1996 im Besitz der Familie. Schloss Halbenrain in der Marktgemeinde Halbenrain in der Steiermark war von 1724 bis 1980 im Besitz der Familie. Klöch, Halbenrain und Freudenau (in Črnci, dt. Schirmdorf, seit 2006 Teil der slowenischen Gemeinde Apače, dt. Abstall), waren nach 1718 in einem Familienfideikommiss vereinigt. Maßenburg ist eine Burg im Süden der Stadt Leoben auf dem Maßenberg und war im Besitz der Grafen Stürgkh von 1732 bis 1872. Es war das Erbe der Maria Theresia Gräfin von Wurmbrand-Stuppach († 1740), Gemahlin von Georg Christof Graf von Stürgkh († 1739). Der Besitz ist heute eine Ruine. Afling im Kainachtal umfasste den Stürgkhhof und ist heute eine Ortschaft sowie Rotte. Sie liegt heute in den Gemeindegebieten von Bärnbach und Kainach bei Voitsberg im Bezirk Voitsberg in der Weststeiermark.

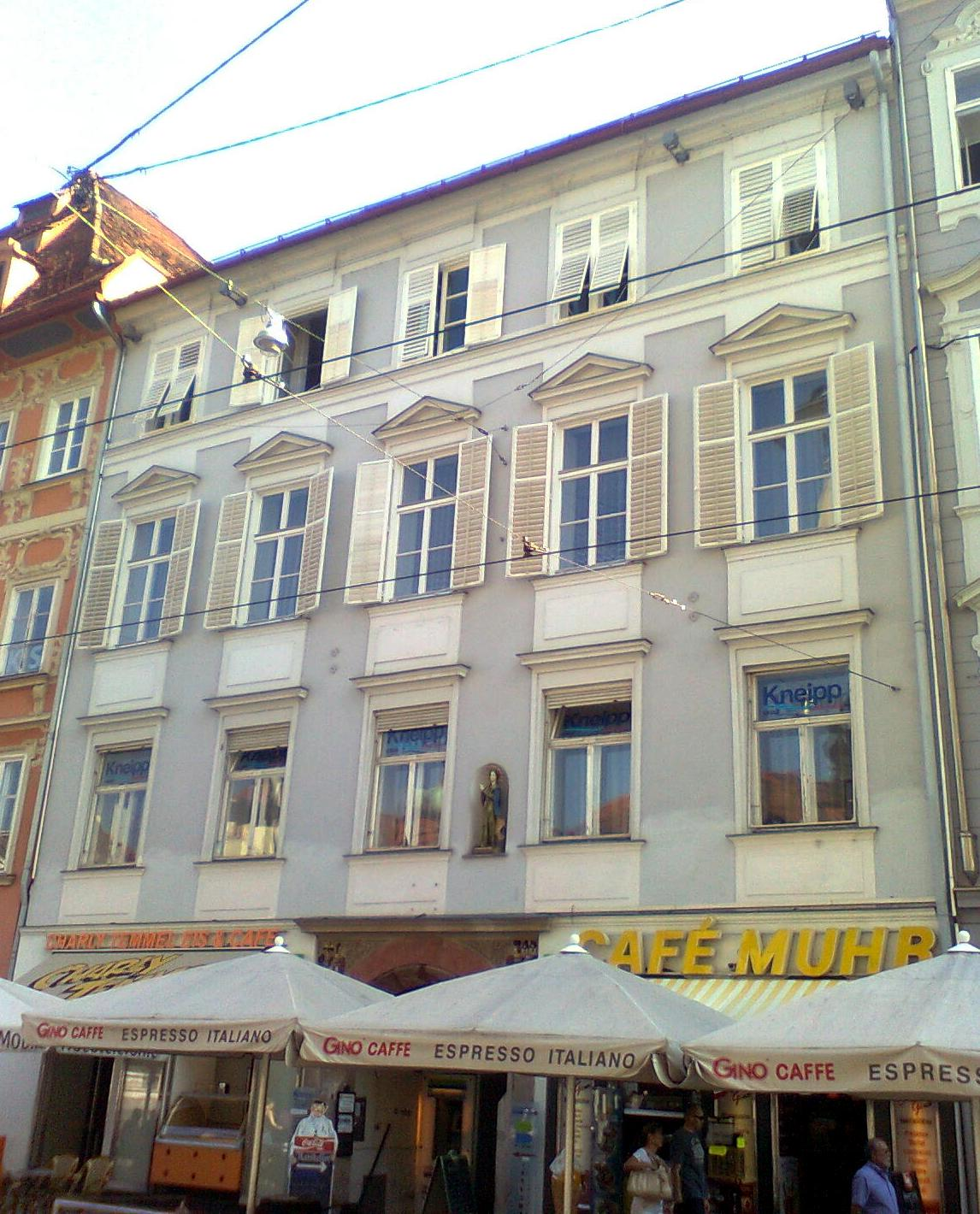
Palais Stürgkh in Graz
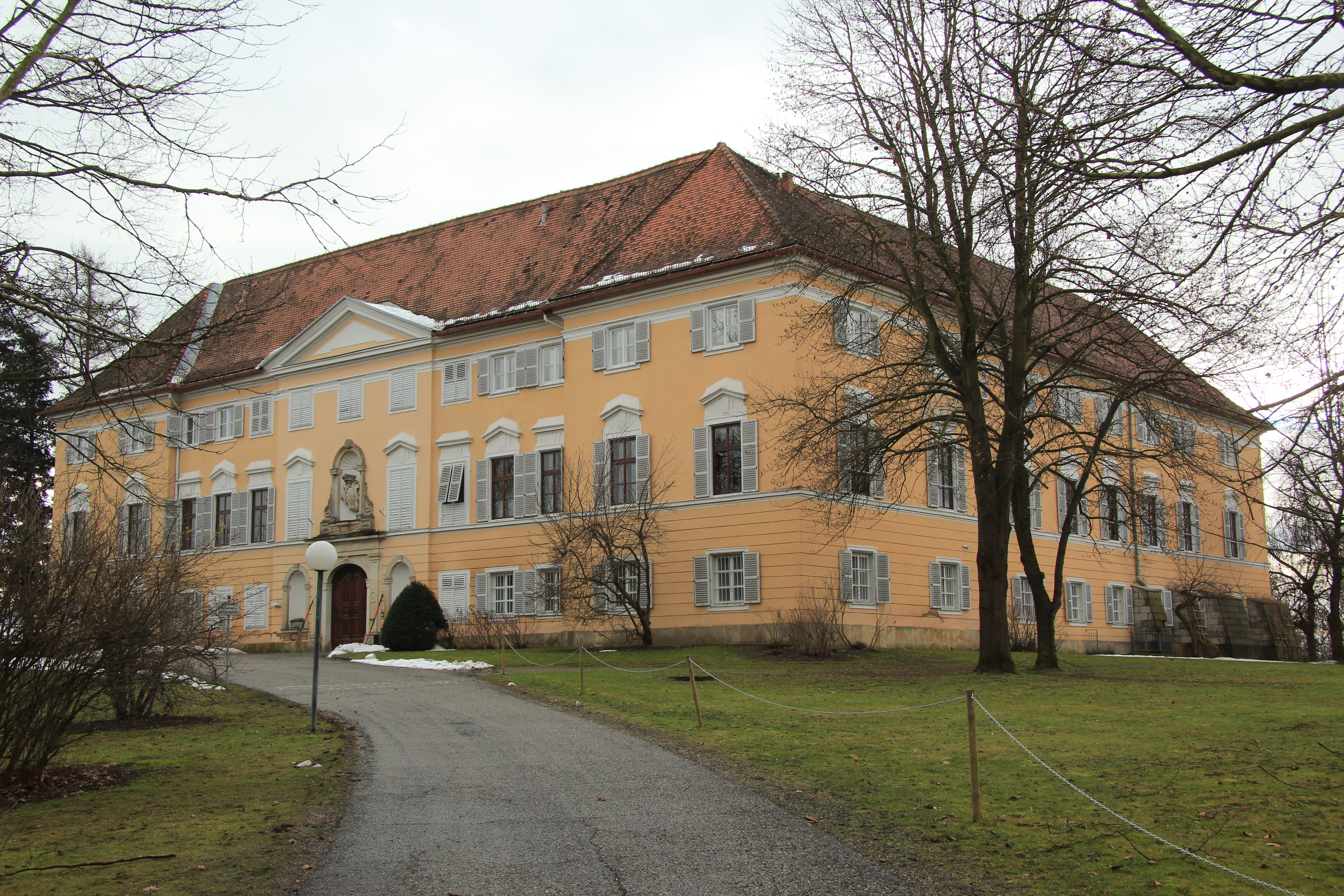
Schloss Halbenrain
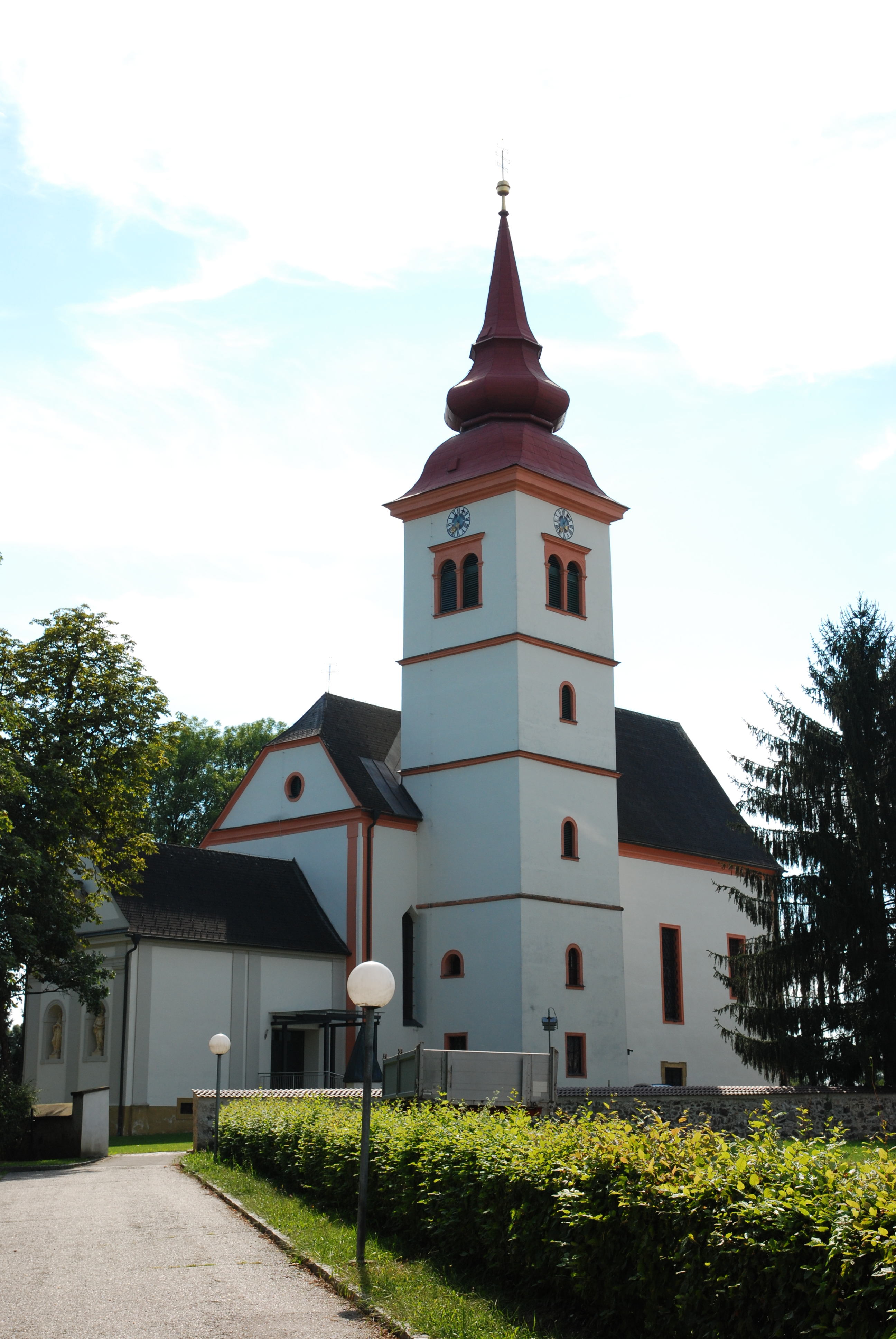
Pfarrkirche Halbenrain mit der Grablege der Stürgkh
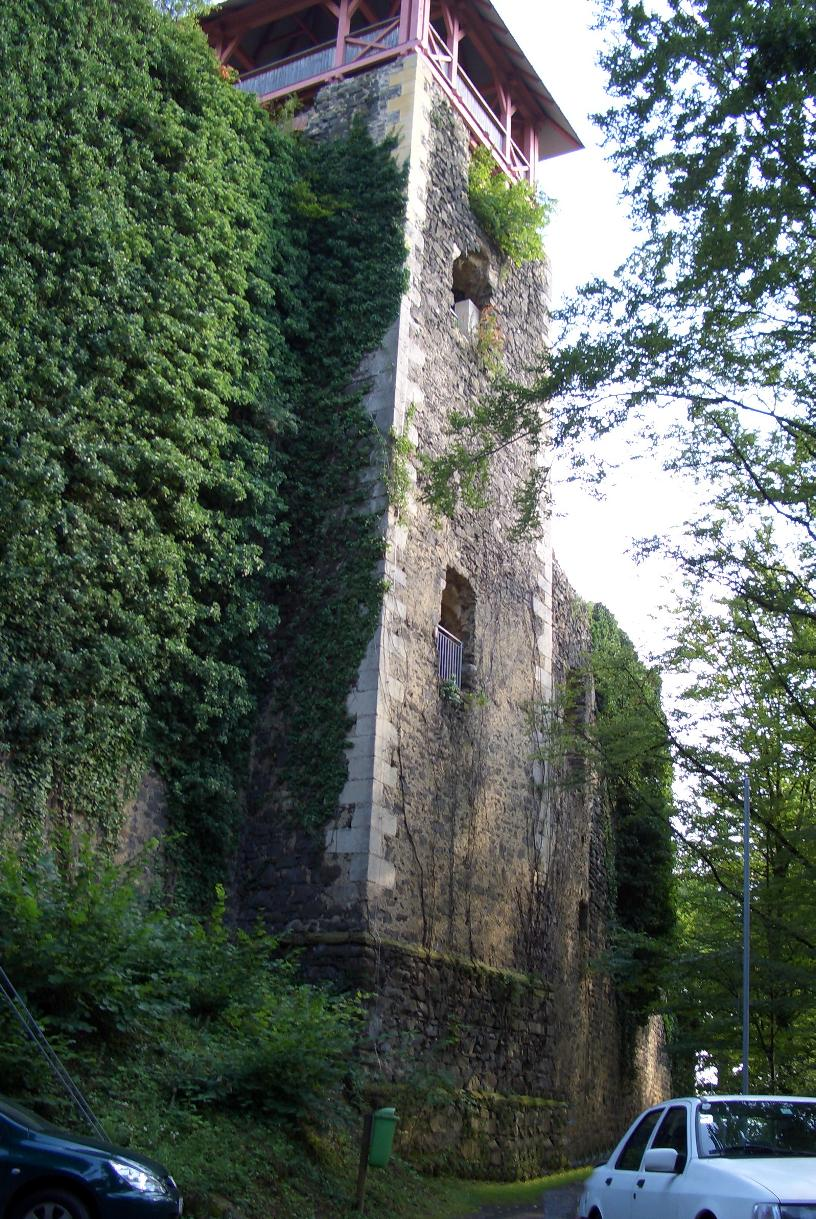
Burg Klöch
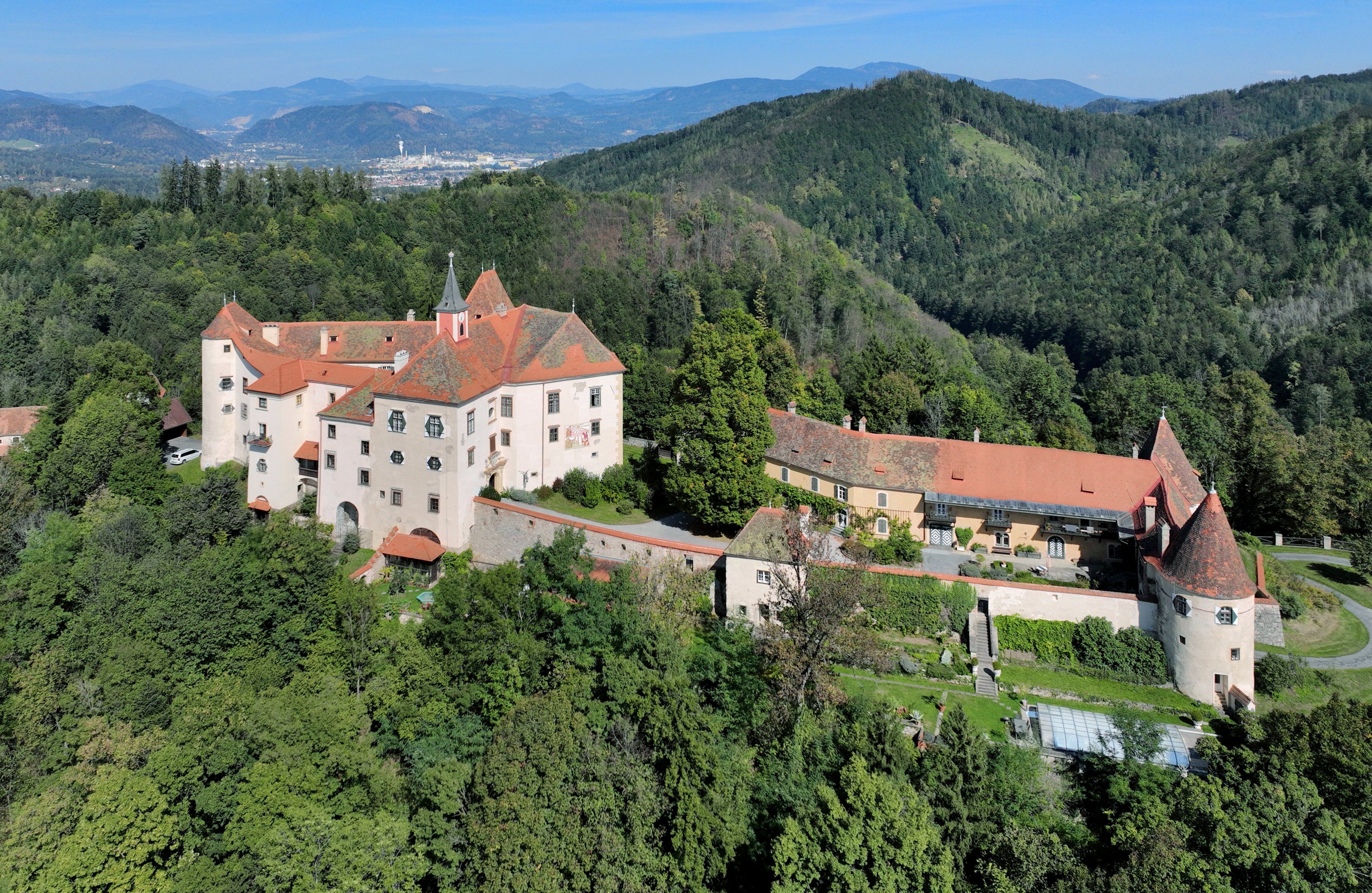
Burg Plankenwarth
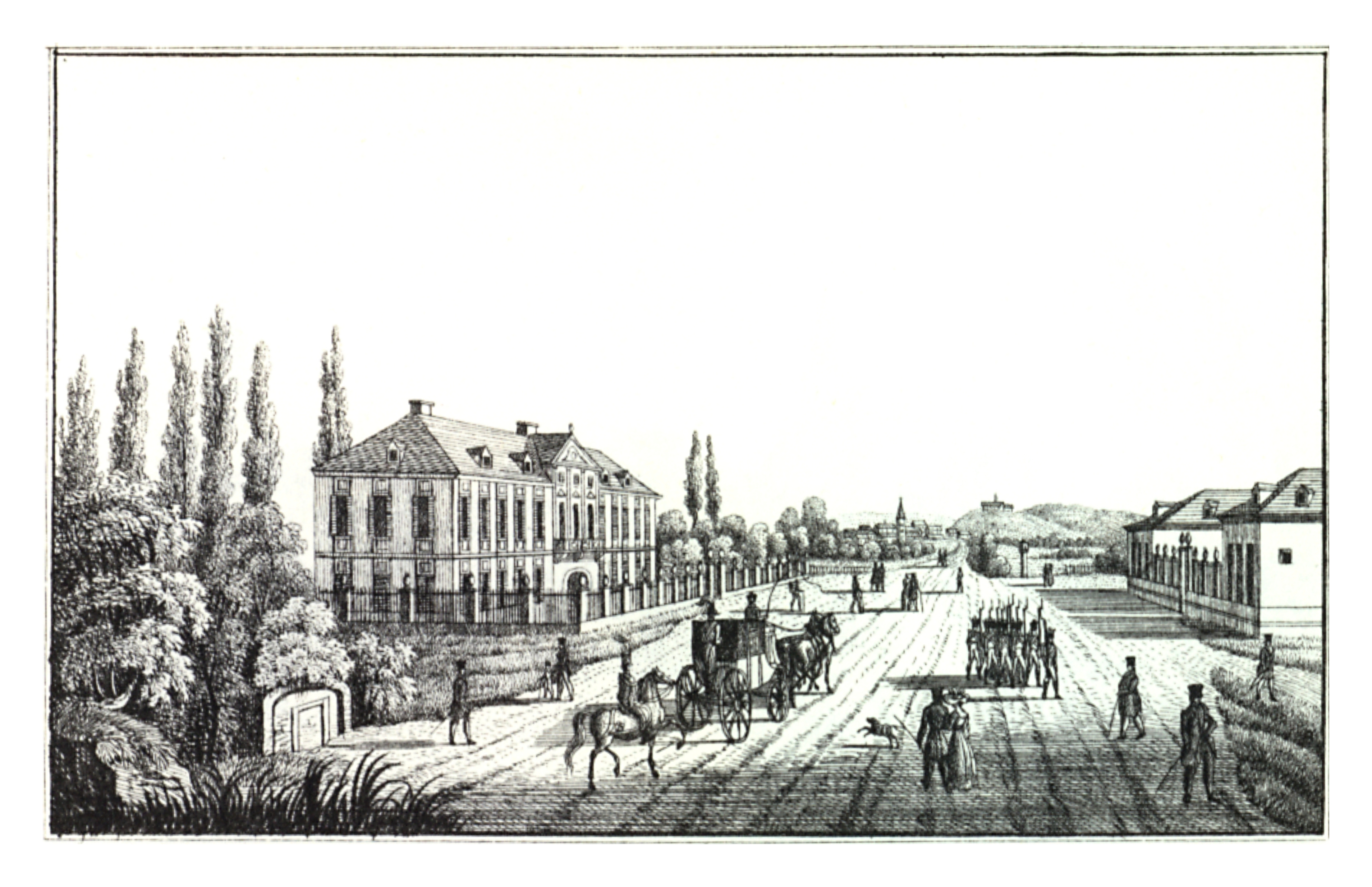
Schloss Freudenau in Črnci/Schirndorf, Gemeinde Apače/Abstall, Slowenien
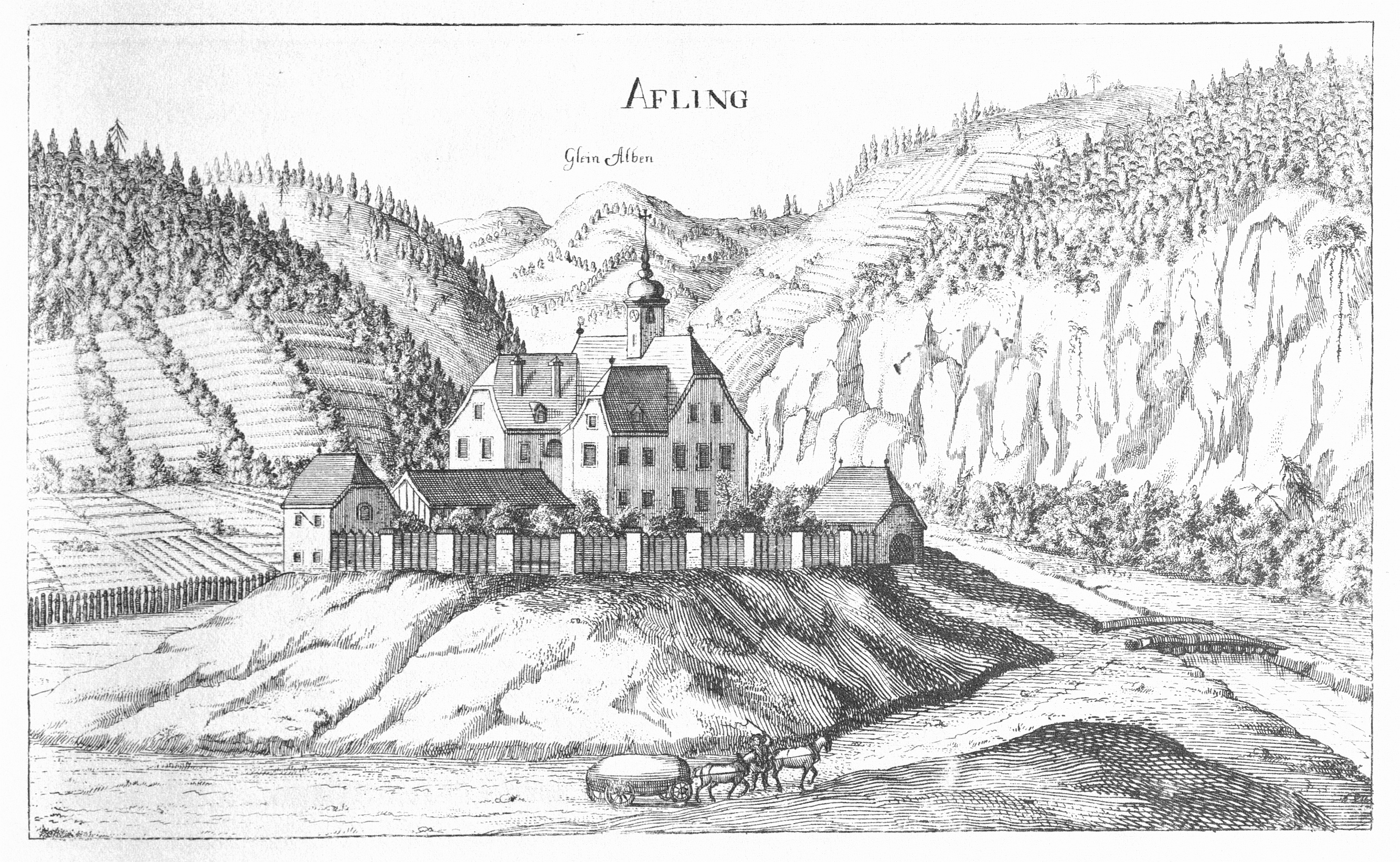
Stürgkhhof (sog. Storchenschlössel) in Afling im Kainachtal

## Wappen

### Stammwappen nach Siebmacher
Blasonierung: Das Stammwappen wurde 1518 verliehen und zeigt sich nach Johann Siebmachers Wappenbuch in Schwarz-Gold geteilt, darin auf grünem Dreiberg ein linksgewendeter gold-schwarz geteilter Storch mit offenen Schwingen, roten Ständern und rotem Schnabel, in dem er einen goldenen Ring mit einem Türkis hält. Der gekrönte Helm mit schwarz-goldener Decke trägt den Storch mit dem Ring.

### Grafenwappen nach Siebmacher
Blasonierung: Das gräfliche Wappen nach der jüngsten Wappenbesserung 1729 zeigt sich geviert, 1 u. 4 Stammwappen, jedoch ist der Storch einwärts gewendet und die Füße des Storches sind silbern, 2 u. 3 in Hermelin ein roter Pfahl; auf dem Schild die Grafenkrone, darüber drei gekrönte Helme: rechts mit schwarz-goldenen, links mit rot-silbernen Decken; der rechte trägt den Storch mit dem Ring zwischen einem offenen schwarz-gold geteilten Adlerflug, der mittlere den – mit einer goldenen Krone besetzten – roten Pfahl in Hermelin zwischen zwei rechts schwarz-gold schrägrechts und links rot-silber schräglinks umwundenen Büffelhörnern, der linke Helm trägt drei Straußenfedern.

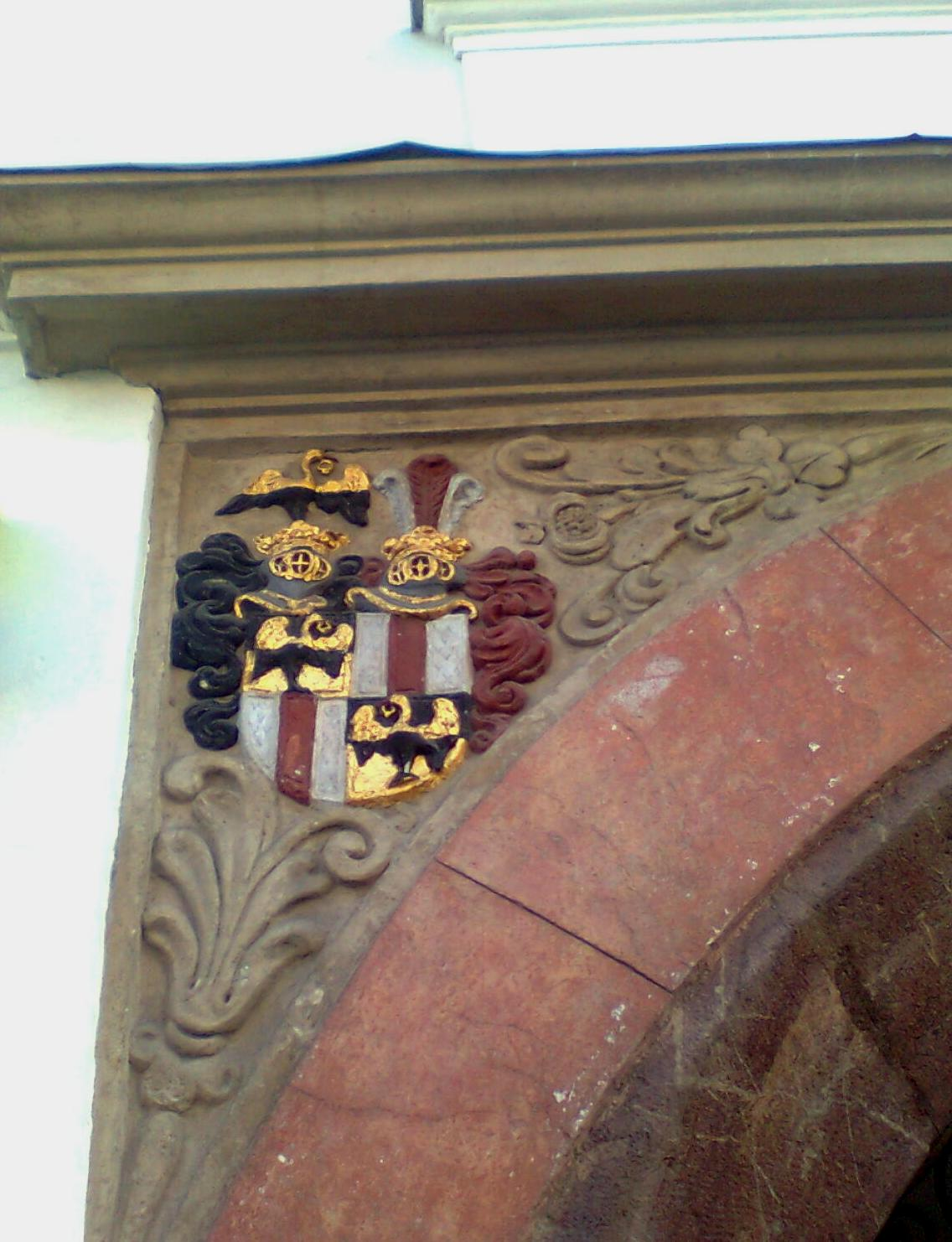
Freiherrliches Wappen derer von Stürgkh (1638) am Portal des Palais Stürgkh in Graz
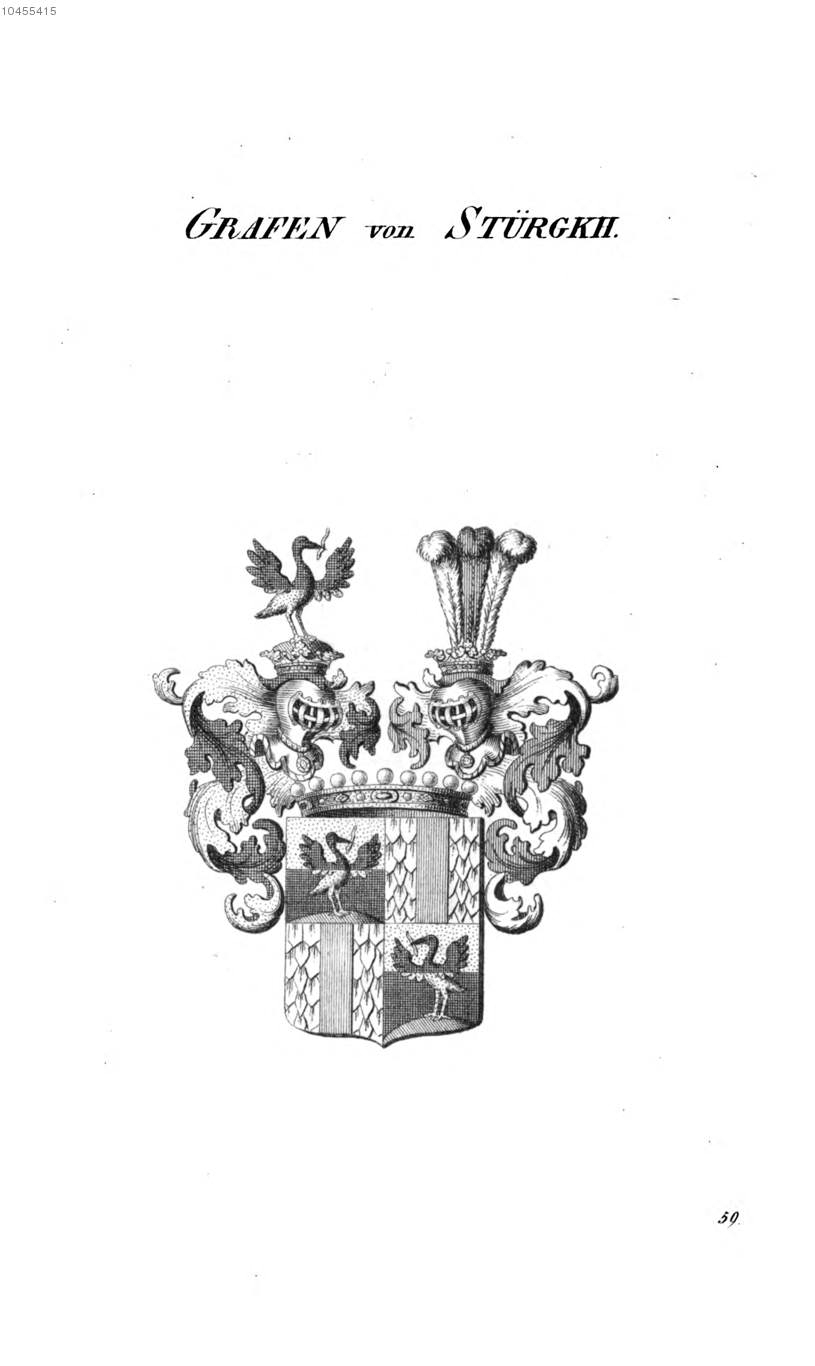
Wappen der Grafen von Stürgkh, nach Tyroff AT
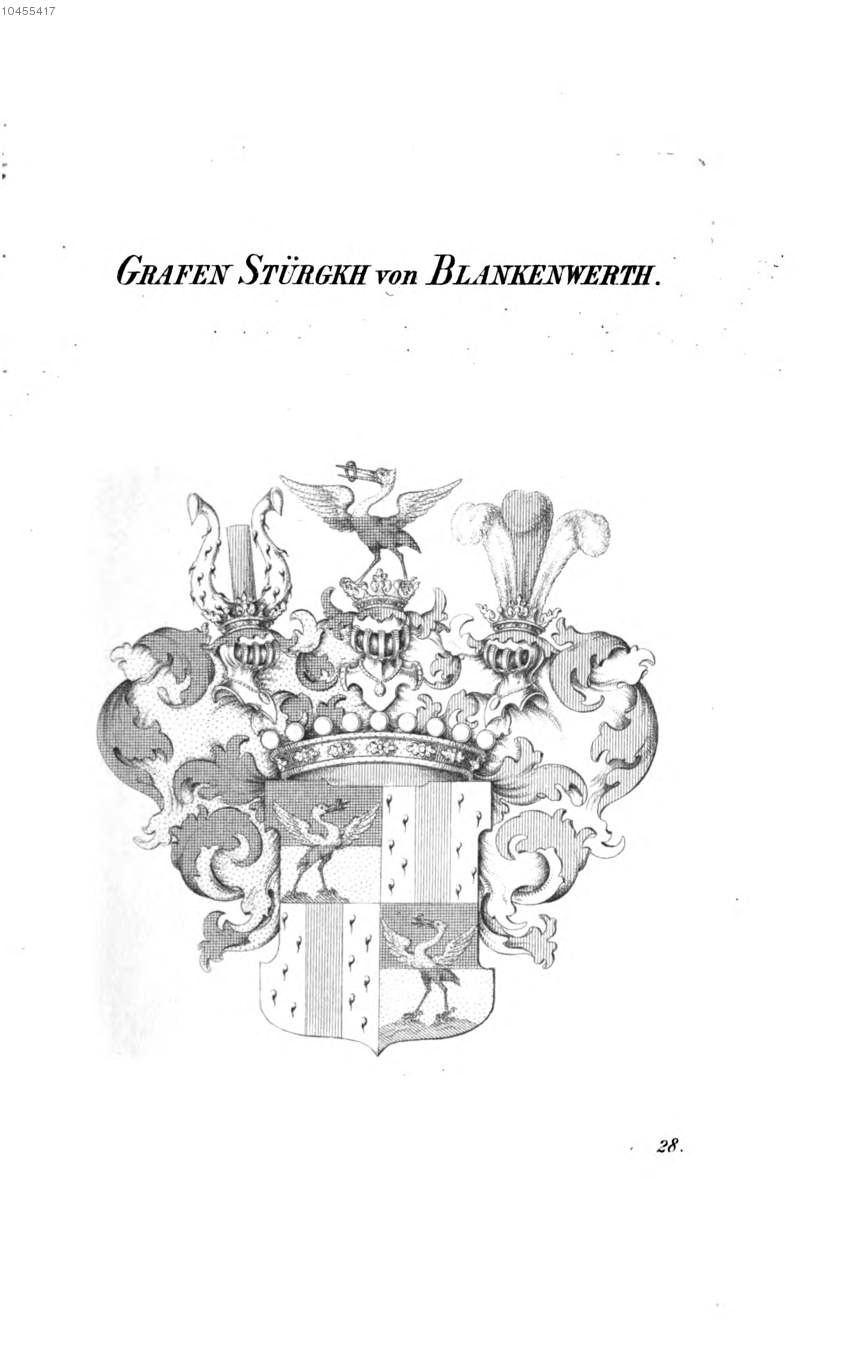
Gemehrtes Wappen der Grafen Stürgkh von Blankenwerth, nach Tyroff AT

## Bekannte Vertreter
- Georg Stürgkh (* ? ; † 1547): Stifter des Adelsgeschlechts; seit 1532 auf Plankenwarth
- Christoph Stürgkh auf Plankenwarth (* ? ; † 3. November 1594): ⚭ Virginia Kassandra von Widmanstetter, Tochter des Johann Albrecht Widmanstetter (* 1506, † 1557)
- Johann Christoph Stürgkh  (* ? ; † 1685): erster Freiherr zu Plankenwarth (1638)
- Georg Christoph Stürgkh (* 1666; † 1739): erster Reichsgraf von Stürgkh Freiherr zu Plankenwart (1721)
- Karl Graf Stürgkh (* 1859; † 1916): k. k. Ministerpräsident (1911–1916); Exponent der Kriegspartei, der 1916 von Friedrich Adler erschossen wurde
- Barthold Graf Stürgkh (* 1898; † 1965): österreichischer Politiker, Landesstatthalter der Steiermark und zeitweise Präsident der Agrarkommission des Europarates
- Melanie Stürgkh (* 1898; † 1992), österreichische Malerin
- Desirée Treichl-Stürgkh (* 1964): österreichische Journalistin, Verlegerin, Autorin und Organisatorin des Wiener Opernballs (2008–2016)
- Ferdinand Stürgkh: Psychotherapeut; Coach und Mentaltrainer u. a. von Heinz-Christian Strache.[11]
- Anna Stürgkh (* 1994):  österreichische Politikerin, Bundesvorsitzende von JUNOS.[12]